# 拉蒂默路站
拉蒂默路站（英語：Latimer Road tube station）是倫敦地鐵的車站之一。拉蒂默路位於肯辛頓-修爾斯區的北肯辛頓，是環線和漢默史密斯及城市線的車站，位於倫敦第2收費區。車站開通於1868年12月16日。

## 外部連結
- . London Transport Museum. （原始内容存档于2008-03-18）.
  - London Transport Museum Photographic Archive Station platforms in 1934.